# Tadeusz Hoppe
Tadeusz Hoppe SDB (ur. 27 czerwca 1913 w Posługowie, zm. 10 listopada 2003 w Odessie) – ksiądz katolicki, salezjanin, w latach 1958-2003 proboszcz parafii rzymskokatolickiej św. Piotra w Odessie.

## Życiorys

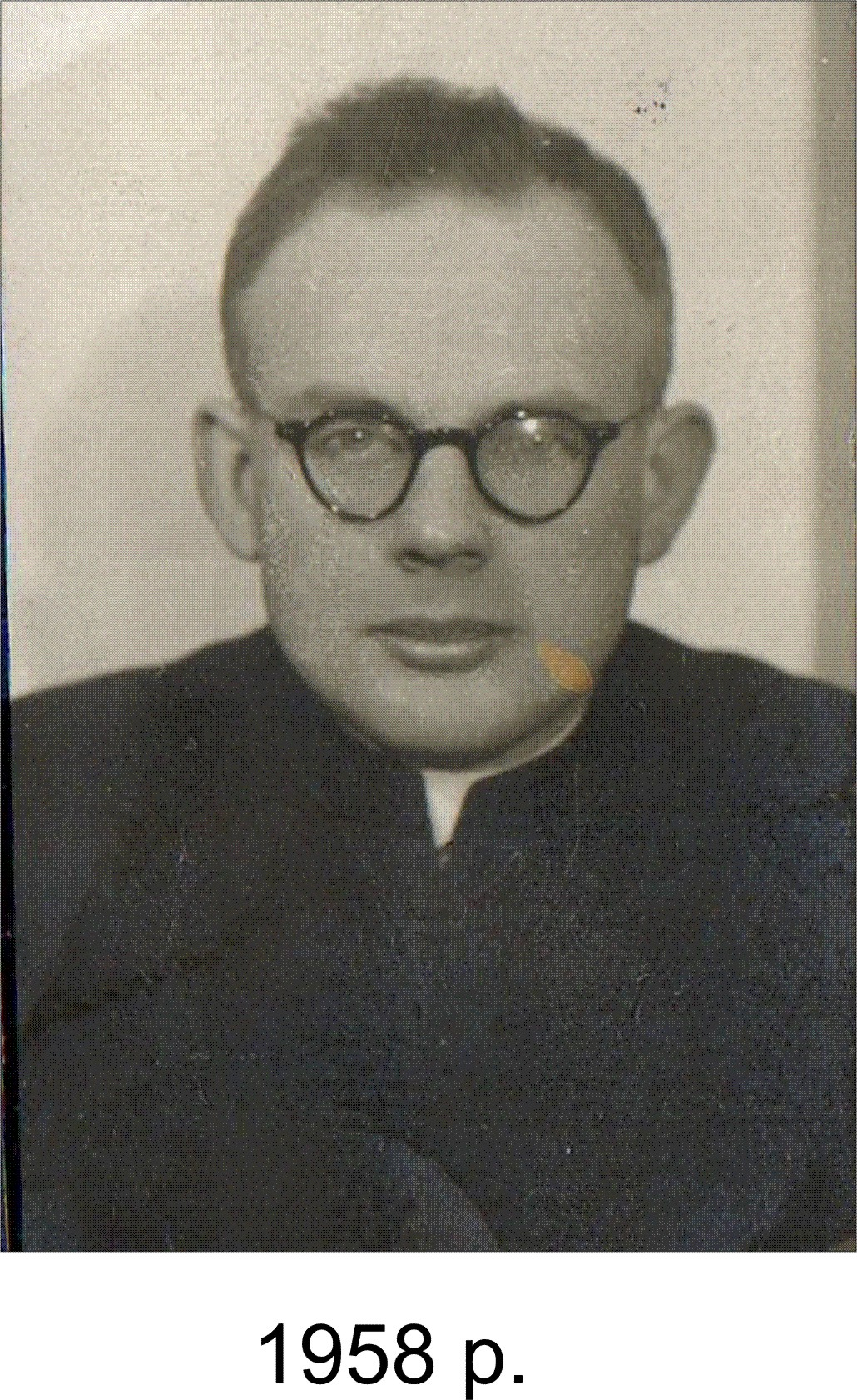
Ks. Tadeusz Hoppe SDB w 1958 r.

Tadeusz Hoppe był najmłodszym z dziesięciorga dzieci Wojciecha i Marianny (zd. Szczodrowskiej). W 1933 wstąpił do nowicjatu salezjańskiego w Czerwińsku nad Wisłą. 24 stycznia 1943 w bazylice archikatedralnej św. Stanisława Biskupa i św. Władysława w Wilnie przyjął święcenia kapłańskie z rąk arcybiskupa Miečislovasa Reinysa. Od tego czasu pracował kolejno na parafiach w Rudnikach, Solecznikach, kościele Znalezienia Krzyża Świętego w Wilnie i w Ławryszkach.
W styczniu 1958 na własną prośbę został skierowany do Odessy, gdzie do śmierci pełnił funkcję proboszcza parafii św. Piotra. Przez większość tego okresu pozostawał jedynym kapłanem katolickim w Odessie.
W 1991, dzięki jego staraniom, wierni odzyskali drugą świątynię katolicką w Odessie pod wezwaniem Wniebowzięcia Najświętszej Maryi Panny.

## Nagrody i odznaczenia

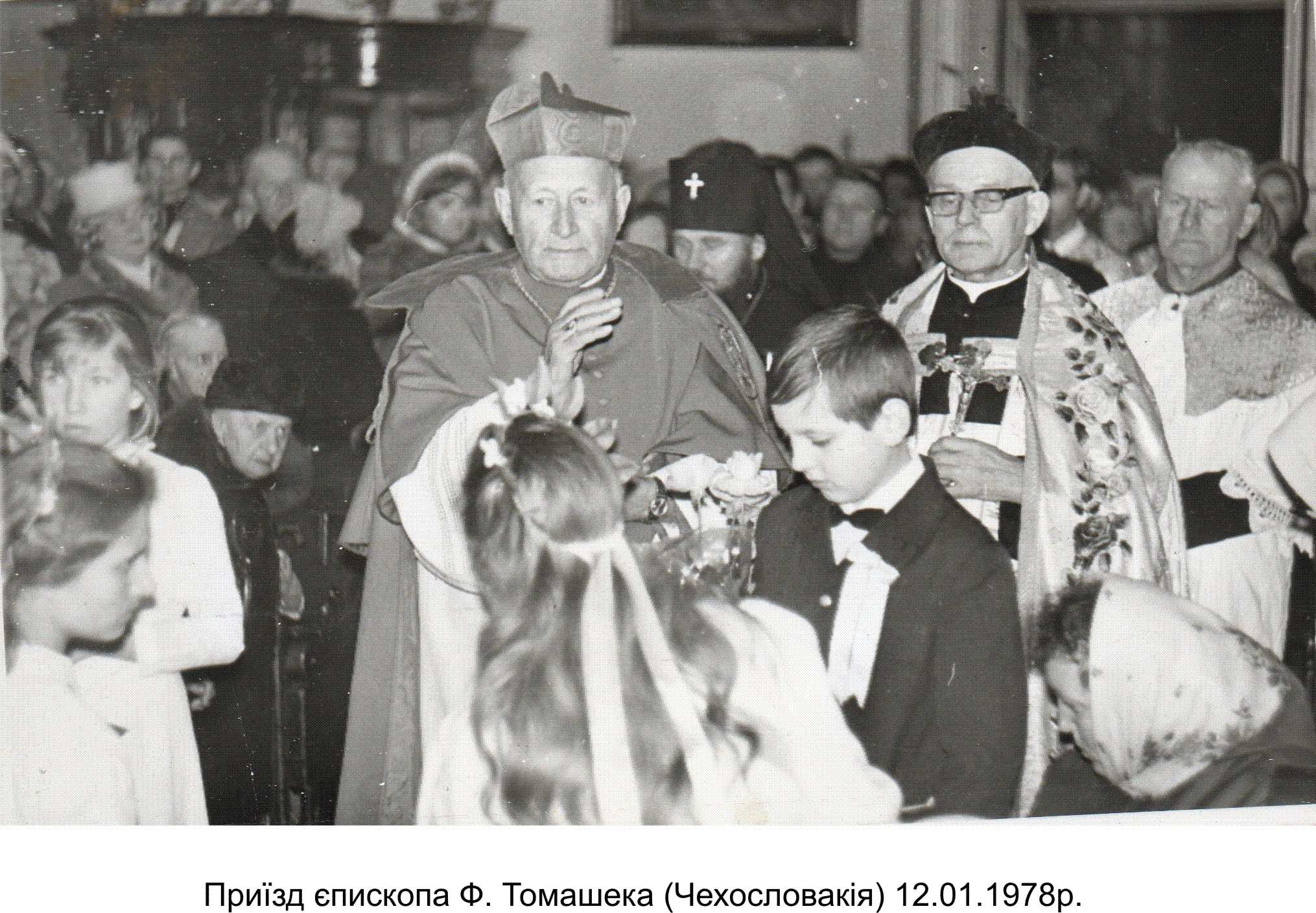
Kard. Franciszek Tomaszek składa wizytę w kościele pw. św. Piotra w Odessie 12 stycznia 1978

W 1970 został obdarzony przez kard. Stefana Wyszyńskiego godnością prałata. Papież Paweł VI przesłał mu w darze kielich, patenę i relikwie św. Hieronima. Postanowieniem Prezydenta Rzeczypospolitej Polskiej z dnia 15 kwietnia 1992 r. za wybitne zasługi w działalności polonijnej został odznaczony Komandorią Orderu Zasługi Rzeczypospolitej Polskiej.

## Upamiętnienie
10 października 2004 r. w podziemiach kościoła św. Piotra w Odessie, w mieszkaniu ks. Hoppe otwarto muzeum poświęcone jego osobie.

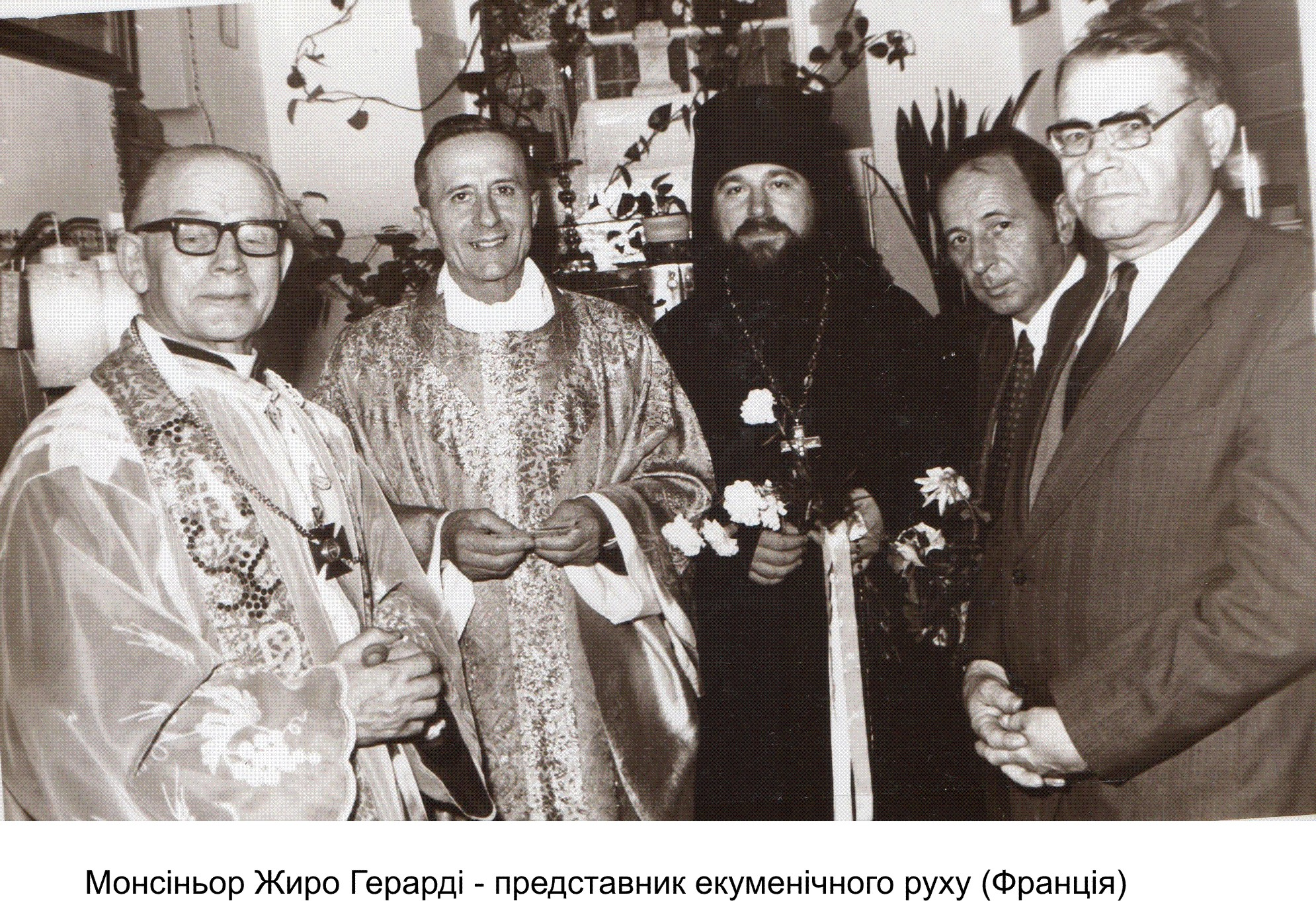
Ekumeniczne spotkanie w mieszkaniu ks. Tadeusz Hoppe w Odessie